# Guilherme (football, 1974)
Pour les articles homonymes, voir Guilherme.
Guilherme de Cássio Alves dit Guilherme (né le 8 mai 1974 à Marília au Brésil) est un ancien joueur international de football brésilien, qui évoluait en tant qu'attaquant, il prend sa retraite sportive et devient entraîneur par la suite.